# Rhamphosuchus crassidens
Rhamphosuchus crassidens (лат.) — вымерший вид крокодилов, родственник современного гавиалового крокодила. Населял Индию в миоценовой эпохе. Известен лишь из неполных наборов окаменелостей, в основном зубов. Единственный представитель рода Rhamphosuchus.

## Описание
Палеонтологи считали его крупнейшим представителем крокодилов, когда-либо живших на Земле; по их оценкам мог достигать 15—18 метров в длину. Однако позднее стали предполагать, что R. crassidens достигал 8—11 метров в длину.